# (392728) Zdzislawlaczny
(392728) Zdzislawlaczny es un asteroide perteneciente al cinturón de asteroides, descubierto el 26 de agosto de 2012 por el equipo del Spacewatch desde el Observatorio Nacional de Kitt Peak, Arizona, Estados Unidos.

## Designación y nombre
Designado provisionalmente como 2012 QJ52. Fue nombrado  por Zdzisław Łączny (n. 1947) quien ha demostrado un conocimiento, una ayuda y una generosidad extraordinarios en la construcción de observatorios astronómicos. Es un ingeniero electrónico polaco y diseñador de los componentes electrónicos que permitieron la automatización y el control remoto del Observatorio Rantiga.

## Características orbitales
Zdzislawlaczny está situado a una distancia media del Sol de 2,855 ua, pudiendo alejarse hasta 3,172 ua y acercarse hasta 2,538 ua. Su excentricidad es 0,111 y la inclinación orbital 8,745 grados. Emplea 1761,84 días en completar una órbita alrededor del Sol.
Pertenece a la familia de asteroides de (18405) 1993 FY12.

## Características físicas
La magnitud absoluta de Zdzislawlaczny es 16,72. 